# 萊斯特·M·薩拉門
萊斯特·M·薩拉門（英語：Lester M. Salamon，1943年1月11日—2021年8月20日）曾擔任约翰斯·霍普金斯大学教授，也是约翰斯·霍普金斯大学衛生與社會政策研究所公民社會研究中心主任。2021年8月20日死於胰臟癌，享年78歲。